# David Kibet
Pour les articles homonymes, voir Kibet (homonymie).
David Ruto Kibet  (né le 24 novembre 1963) est un athlète kényan, spécialiste du 1 500 m. 

## Biographie
Il remporte la médaille d'or du 1 500 mètres lors des championnats d'Afrique 1993, à Durban, en Afrique du Sud, dans le temps de 3 min 45 s 67.

### Palmarès
| Date | Compétition            | Lieu      | Résultat | Épreuve | Performance   |
| ---- | ---------------------- | --------- | -------- | ------- | ------------- |
| 1991 | Championnats du monde  | Tokyo     | 7e       | 1 500 m | 3 min 36 s 03 |
| 1992 | Jeux olympiques        | Barcelone | 10e      | 1 500 m |               |
| 1993 | Championnats d'Afrique | Durban    | 1er      | 1 500 m | 3 min 45 s 67 |

### Records
| Épreuve | Performance   | Lieu  | Date             |
| ------- | ------------- | ----- | ---------------- |
| 1 500 m | 3 min 32 s 13 | Rieti | 6 septembre 1992 |